# العلاقات الإيرانية الأمريكية
في زمن الشاه الإيراني، محمد رضا بهلوي، اتسمت العلاقات السياسية بين الولايات المتحدة الأمريكية وإيران بالكثير من الود، وظلت العلاقة ممتازة مع رجل أمريكا القوي، وشرطي الخليج كما كان يكنى في ذلك الوقت، بعد أن استدعته وثبتت حكمه في إيران عام 1941؛ ليخلف والده رضا شاه، الذي أقلق واشنطن ودول الحلفاء في الحرب العالمية الثانية بتعاونه مع
ألمانيا النازية بقيادة أدولف هتلر وتزويدها بالنفط الإيراني.
كان لدى محمد رضا بهلوي الابن ولع بالغرب، وحلم بتحويل بلاده لدولة عظمى، فارتمى في أحضان أمريكا، وانتهج سياسات الحفاظ على المصالح الأمريكية خلال السنوات الطويلة، ومنح واشنطن في بلاده امتيازات، وأدخل مستشارين عسكريين أمريكيين؛ لمراقبة الأوضاع في إيران؛ بهدف الحفاظ على مصالح أمريكا، كما كانت أمريكا تتحكم في تعيين نواب البرلمان وتحديد أدوارهم، وفرضت قانون الحصانة القضائية للأجانب «كابيتو لاسيون» الذي يعفى بموجبه الأجانب من التساؤل القانوني على أرض إيران حتى لو ارتكبوا جرائم.
وسمح بهلوي أيضًا للولايات المتحدة بأن تقيم قواعد لها في شمال إيران بالقرب من الحدود الروسية؛ للتجسس على السوفييت.
وساهمت الولايات المتحدة في توطيد أركان حكم بهلوي، حيث قامت واشنطن ولندن بتدبير انقلاب عسكري سنة 1953 ضد رئيس الوزراء الإيراني المنتخب ديمقراطيًّا، محمد مصدق، وهو زعيم علماني سعى إلى تأميم قطاع النفط الإيراني، وأطاحت به، وأعادت شاه بهلوي إلى إيران بعد أن فر منها، وبعد عودته حكم بهلوي على «مصدق» بالسجن ثلاث سنوات بتهمة الخيانة، وبعد انتهاء المدة فرضت الإقامة الجبرية عليه في منزله بقية حياته، إلى أن توفى عام 1967.
بعد الانقلاب استمر شاه إيران في السلطة؛ باعتباره مواليًا لأمريكا، وقدمت واشنطن دعمًا غير محدود للشاه، وتأسس جهاز المخابرات السرية «سافاك» بمساعدة من وكالة المخابرات المركزية “سي آي إيه” والموساد الإسرائيلي في عام 1957، وبحلول عام 1970 أصبح العمود الفقري لإمبراطورية الشاه، حيث استخدمه في تعذيب وقتل الآلاف من معارضيه.
العلاقات الأمريكية الإيرانية بعد الثورة الإسلامية
في 16 يناير من عام 1979، اضطر الشاه محمد رضا بهلوي، الذي كان يحظى بدعم أمريكي، إلى مغادرة إيران، بعد أن تخلت أمريكا عنه، في أعقاب الثورة الإسلامية وخروج مظاهرات وإضرابات مناهضة لنظام حكمه، وبعد أسبوعين من تلك الأحداث عاد الزعيم الديني الإسلامي آية الله الخميني من منفاه في فرنسا، وبعد انتصار الثورة الإسلامية في 11 فبراير 1979، تم تنصب الخميني على رأس الدولة، بعد استفتاء في الأول من إبريل، وهنا يكمن مسار التحول السياسي بين طهران وواشنطن، فأمريكا في نظر الخميني هي العدو الأول للبشرية، وناهبة ثروات العالم وأكبر عدو للإسلام والمسلمين في شتى أرجاء الأرض، كما رفع شعار “الموت لأمريكا” خلال الثورة الإيرانية الإسلامية.
وتدهورت العلاقات بين إيران وأمريكا، بعد أن وافقت الولايات المتحدة على استقبال الشاه المخلوع بهلوي للعلاج، حيث غضب طلبة الجامعات الإيرانية، وهاجموا سفارة أمريكا في 4نوفمبر 1979، واحتجزوا 52 موظفًا في السفارة الأمريكية في إيران، ودعوا إلى إعادة الشاه إلى إيران، بعدها قطعت أمريكا علاقاتها الدبلوماسية مع إيران في 7إبريل 1980، بمبادرة من الرئيس الأمريكي الأسبق جيمي كارتر، وأفرجت إيران عن الرهائن الـ52 يوم تنصيب الرئيس الأمريكي رونالد ريجان رئيسًا للولايات المتحدة في 20 يناير 1981.
العلاقات الإيرانية الأمريكية ظلت متوترة حتى الثالث من يوليو 1988، حيث أسقطت الفرقاطة الأمريكية فينسين طائرة تابعة للخطوط الجوية الإيرانية من طراز “إيرباص”، وقتل إثر ذلك 290 من ركابها الإيرانيين، وقتها رفض مسؤولون أمريكان تحمل أية مسؤولية قانونية عن الحادث، ولم يقدموا أي اعتذار رسمي، وأعلن جورج بوش الأب، الذي كان مرشحًا للرئاسة عام 1988، بأنه لن يعتذر.
وعلى عكس إيران البهلوية والتي تحالفت مع أمريكا واعترفت بالكيان الصهيوني بعد عامين من تأسيسه في 6 مارس 1950، فإن إيران الثورة قلبت كل هذه الموازين، وأغلقت السفارة الإسرائيلية في طهران، واحتلت السفارة الأمريكية في فبراير 1979، الأمر الذي رسم الخطوط العريضة في سياسة طهران المتبعة مع واشنطن. ولم تختلف سياسة إيران المناهضة لأمريكا بعد وفاة الخميني عام 1989، وتسلم المرشد الحالي آية الله علي الخامنئي.
سياسة إيران المناهضة للاستكبار الأمريكي دفعت الرئيس الأمريكي جورج بوش الأب عام 2002 خلال خطابه حول حالة اتحاد، إدراج
إيران في “محور الشر” مع العراق وكوريا الشمالية، وتسبب الخطاب في إثارة غضب إيران.
في فترة رئاسة الرئيس الإيراني الأسبق محمد خاتمي والتي تمتد من (1997-2005) دعا إلى “حوار مع الأمريكيين”، وراجت توقعات بكسر الجمود في العلاقات بين البلدين، لكن لم يحدث أي تقدم يذكر في العلاقات السياسيه .
العلاقات السياسية بين إيران والولايات المتحدة الأمريكية علاقات قديمة تعود إلى أواخر القرن الثامن عشر، ولم تكن العلاقات بين البلدين على قدر كبير من الأهمية حتى فترة الحرب الباردة فيما بعد الحرب العالمية الثانية وبدئ عمليات تصدير البترول من الخليج العربي. وقد شهدت العلاقات العديد من التوترات بداية من تعاون الحكومة الأمريكية مع شاه رضا بهلوي وفي فترة الثورة الإيرانية عام 1979.

## بداية العلاقات
بدأت العلاقات بين فارس والولايات المتحدة عندما بعث شاه فارس ناصر الدين شاه القاجاري أول سفير لفارس ميرزا أبو الحسن شيرازي إلى واشنطن في عام 1856. وفي عام 1883 كان صمويل بنجامين أول مبعوث دبلوماسي رسمي للولايات المتحدة في إيران. وتم الإعلان عن العلاقات الدبلوماسية بين البلدين رسميا في عام 1944.

### الإطاحة بحكومة مصدق
على الجانب الإيراني، ظل التدخل الأمريكي الذي أطاح بحكومة مصدق عام 1953، أحد المكونات الرئيسية للذاكرة السياسية للنظام الإيراني الجديد، والذي لم يستبعد قيام الولايات المتحدة الأمريكية في أية لحظة بتكرار ذلك الدور نفسه، وقد كان ذلك في الواقع أحد الأسباب المهمة وراء الإجراءات القمعية التي اتخذها النظام في تلك الفترة من أجل إحكام السيطرة على البلاد بما لا يسمح بتكرار وقائع 1953، وهو ما ذكره الرئيس خاتمي نفسه في معرض تقويمه النقدي لأداء الثورة الإيرانية منذ قيامها.
وقد كرّس التوجس الإيراني إزاء الولايات المتحدة قيام الأخيرة بدعم العراق عندما اندلعت الحرب العراقية الإيرانية، ثم قيامها بالتدخل في 1988، والذي أسفر عن ضرب عدد من المنشآت البترولية الإيرانية، ثم إسقاط الطائرة المدنية الإيرانية التي راح ضحيتها 290 شخصًا. وكان هذا الموقف الأمريكي هو أحد الأسباب المباشرة وراء قرار الخميني الصعب بإنهاء الحرب مع العراق؛ حيث اعتبر الموقف الأمريكي بمثابة إنذار لإيران بمزيد من التدخل القوي بجانب العراق.

### الإطاحة بكارتر
أما على الجانب الأمريكي، فقد جاء غياب الشاه ليكشف ظهر الولايات المتحدة في منطقة الخليج، الأمر الذي جعلها تغير سياستها تجاه العراق نحو مزيد من دعم النظام البعثي[ ؟ ]، كما تجلى في الحرب مع إيران، ومثلما حملت الذاكرة الإيرانية واقعة 1953.
ظلت واقعة احتجاز الرهائن الأمريكيين - التي أنهت حكم الرئيس كارتر - ماثلة في الذاكرة الأمريكية، والتي كرس منها في الواقع دعم إيران لعدد من التنظيمات الإسلامية؛ سواء في لبنان أو فلسطين.
ومن المفارقات الجديرة بالتأمل، أن ضلوع إدارة ريجان في صفقة سلاح مع إيران – والتي عرفت لاحقاً بفضيحة إيران كونترا – قد أضافت إلى مخزون الذاكرة الأمريكي عنصراً إضافيًا؛ حيث صارت إيران مسؤولة عن طرد رئيس من البيت الأبيض (جيمي كارتر)، وتشويه آخر بفضيحة سياسية كبيرة (ريجان)، وكأنه انتقام إيراني لطرد مصدق من الحكم عام 1953.

## ما بعد انهيار الاتحاد السوفيتي
زاد انهيار الإتحاد السوفيتي من التوجس الأمريكي؛ حيث صارت إيران رمزًا «للأصولية الإسلامية» التي رشحتها أمريكا وقتها لتكون العدو الجديد.
وفي 1993 أعلنت الولايات المتحدة سياسة الاحتواء المزدوج، والتي لم تكن في الواقع تأتي بجديد في جوهر سياسة الولايات المتحدة التي طالما سعت تاريخيًا إلى جعل كل من إيران والعراق اقل قوة منها في المنطقة، كل ما في الأمر أن هذه السياسة انهارت بقيام الثورة الإيرانية، فركّزت أمريكا على دعم العراق بعد أن كانت تدعم إيران، ثم انتهت حرب الخليج الثانية؛ فصار الجديد في تلك السياسة هو السعي لإضعاف الطرفين معًا.
وفي أوج حملة انتخابية رئاسية وتشريعية في أمريكا[ ؟ ]، صدر قانون داماتو 1996 – والذي سبقه في الواقع أمر تنفيذي لا يقل خطورة في مداه - كان الرئيس كلينتون قد أصدره في عام 1995.

## فترة خاتمي
اختلفت صورة العلاقات الإيرانية الأمريكية في 1997 ؛ فقد فاز محمد خاتمي بأغلبية 70% في انتخابات حرة أحرجت الولايات المتحدة التي ظل خطابها الرسمي يستخدم مفردات تتهم إيران بكل الشرور، بل وتتناولها بدرجة عالية من الاستهانة والامتهان أيضًا، فقد كانت الولايات المتحدة تستخدم مثلا تعبير «السلوك» الإيراني Behavior والذي لا يستخدم في اللغة الإنجليزية إلا للإشارة إلى ما يبدر عن غير العاقلين والخارجين عن القانون والحيوانات.
ومن ثَمّ لم يعد من الممكن لأمريكا الرسمية أن تظل تستخدم مثل تلك المفردات، خصوصًا أن الجالية الإيرانية كانت قد بدأت تنظم نفسها بشكل أفضل، وتستقطب عددًا من رموز النخبة السياسية الأمريكية؛ سعيًا لإحداث انفراجة في السياسية الإيرانية.
فبدأت بعض الأصوات الرشيدة تعلو داخل المجتمع الأمريكي نفسه، تطالب بإعادة النظر في مجمل السياسة الأمريكية تجاه إيران، خصوصًا بعد دعوة الرئيس خاتمي عبر شبكة سي إن إن للحوار الحضاري بين الشعبيين، وقد تبع ذلك تصريح لأولبرايت يحمل شبه اعتراف بدور أمريكا ضد حكومة مصدق، وإن لم يرق إلى الاعتذار الرسمي.

## دور اللوبي اليهودي
وقد تزامن ذلك مع تصاعد نبرة التذمر لدى حلفاء أمريكا الأوروبيين إزاء العقوبات التي يفرضها قانون داماتو على الشركات الأوروبية، فضلا عن مطالبة منظمات رجال الأعمال الأمريكية برفع الحظر الذي أضر بمصالحها بالدرجة الأولى.
وقد ظلت كل هذه العوامل تتفاعل بين شد وجذب، خصوصًا مع الضغوط القوية التي مارسها اللوبي الصهيوني في واشنطن[ ؟ ] على إدارة كلينتون والكونغرس؛ لوقف أية محاولة لتحسين العلاقات مع إيران.
ولعلها من الأمور بالغة الدلالة أن الرئيس كلينتون كان قد أصدر قرارين تنفيذيين يفرضان عقوبات على إيران، إلا أن الأهم من اتخاذ القرارين كان – في الواقع - حرصه على الإعلان عن كل منهما في اجتماع له مع إحدى المنظمات اليهودية الكبرى.

## مصالح القوى الأمريكية وصناعة القرار
تتمثل الإيجابية الرئيسية في بدء تحسين العلاقات الإيرانية الأمريكية، في أن الساحة الأمريكية صارت تحفل بقوى مختلفة لها مصلحة في تحسين العلاقات مع إيران، بعد أن كان اللوبي اليهودي هو وحده المهيمن عند صناعة هذا القرار.
وقد تبدت نتائج ذلك التحول فعلاً في رفع الحظر على استيراد بعض السلع الإيرانية، مثل الفستق والسجاد، والذي تبعه قرار إيراني باستيراد الأدوية الأمريكية، فضلا عن إعفاء عدد من الشركات (ماليزية وفرنسية وروسية) من عقوبات قانون داماتو. وفي قمة الخلافات السياسية الظاهرية بين الولايات المتحدة وإيران بشأن ملف إيران النووي في خلال 2008 اشترت إيران مليون طن قمح من الولايات المتحدة في العام نفسه.

## ولاية جورج بوش
شكل وصول الرئيس الأمريكي بوش[ ؟ ] للسلطة نقطة تحول مهمة في إتجاه سياسة العلاقات الثنائية بين الولايات المتحدة وإيران؛ تنبع بالأساس من رؤية الإدارة الجديدة لدور أمريكا في العالم وأهدافها الإستراتيجية معًا.

## ما بعد الحادي عشر من سبتمبر
مع وقوع أحداث الحادي عشر من سبتمبر 2001 في الولايات المتحدة. أظهرت بعض الأصوات الإيرانية قلقاً بالغاً من التصريحات الأمريكية التي وردت على لسان الرئيس بوش وعدد من أركان إدارته والتي عدت أن العالم قد غدا الآن منقسماً بين معسكرين: مع التحالف ضد الإرهاب، أو مع الإرهاب. وبعبارة أخرى من ليس مع أمريكا[ ؟ ] والتحالف فإنه مع الإرهاب. ومن هنا عمدت إيران إلى التعبير الواضح على أكثر من مستوى عن إدانتها للهجمات على الولايات المتحدة، ورفضها للإرهاب بكل صورة وأشكاله، ففي كلمة لمرشد الثورة خامنئي أمام أهالي أصفهان في 30 أكتوبر 2001 قال «إننا نشجب الإرهاب بكل أشكاله. ولعل الملاحظة التي لابد من ذكرها في هذا الصدد، أن الساحة السياسية الإيرانية لم تشهد انقساما في الرأي بين الإصلاحيين والمحافظين كالعادة حيث أدركت طهران أن الولايات المتحدة جادة في تهديداتها خاصة بالنظر إلى أنها تضع» إيران على قائمة الدول المتهمة برعاية الإرهاب الدولي.
وفي حرب الولايات المتحدة في أفغانستان في إطار ما تسمية بحربها على الإرهاب، كانت واشنطن[ ؟ ] في حاجة إلى مساعدة إيران في المراحل الأولى في حربها في أفغانستان، ولذلك سعت إلى حوار معها بكل الطرق وخاصة على المستوى الأمني، ولقد لعبت بريطانيا دور الوسيط في ذلك من خلال زيارة وزير خارجيتها جاك سترو لطهران. من هنا وبالرغم من الإدانة الإيرانية للغزو الأمريكي لأفغانستان وذلك على لسان المرشد الأعلى خامنئي «أننا نشجب الإرهاب بكل أشكاله ونعارض الحملة الأمريكية على أفغانستان ونرفض الدخول في أي تحالف تقوده أمريكا» منتقداً أولئك الذين يدعون إلى محادثات معها قائلاً «وإن كانوا غير سيئي النية فإنهم غافلون عن أن هذه المحادثات تفي القبول بتحقيق المصالح الأمريكية» قامت إيران بتقديم الدعم الميداني للولايات المتحدة في حربها ضد طالبان ومنظمة القاعدة، حيث وافقت في أكتوبر 2001 المساهمة في إنقاذ أي قوات أمريكية تتعرض لمشاكل في المنطقة، كما سمحت للولايات المتحدة باستخدام أحد موانيها لشحن القمح إلى مناطق الحرب في أفغانستان، وشاركت في الدعم العسكري لقوات التحالف الشمالي حتى سيطرت على كابول.

## تباعد آخر
لكن هذا التقارب سرعان ما تلاشى، وذلك في ضوء كثرة الخلافات الأمريكية الإيرانية سواء ما هو متعلق باستمرار الحظر الاقتصادي الأمريكي الشامل أو الخلافات الإقليمية نتيجة تواجد القوات الأمريكية في الخليج وتواجدها الحالي في أفغانستان وبعض دول آسيا الوسطى إضافة إلى عداء إيران لإسرائيل ودعمها حركات المقاومة اللبنانية ضد الاحتلال الإسرائيلي في مقابل الانحياز الأمريكي لإسرائيل من جهة أخرى. ومما عمق من هذه الخلافات، هو تصنيف بوش[ ؟ ] في 29 يناير 2002 كل من إيران والعراق وكوريا الشمالية " دولاً إرهابية تهدد السلام العالمي " وأنها تسعي لامتلاك أسلحة دمار شامل وتشكل خطراً تزداد حدته " ووصف الدول الثلاث بأنها " محور للشر يسلح نفسه لتهديد سلام العالم" وفي الأول من فبراير قال بوش" أن تصريحاته المتشددة ضد كوريا الشمالية وإيران لا تعني الإشارة إلى التخلي عن الحوار السلمي مع البلدين ".
لكن قال إن كل الخيارات على المائدة في شأن كيفية جعل أمريكا وحلفائنا أكثر أمناً " وفي 5 فبراير 2002، أعلن وزير الخارجية الأمريكي " أن وصف دول بأنها تشكل " محور الشر " لا يعني أن الولايات المتحدة تنوي اجتياحها". وأوضح أمام لجنة الشئون الخارجية في مجلس الشيوخ " أننا على استعداد لبدء حوار ونريد العمل مع أصدقائنا وحلفائنا في العالم للتعاطي مع هذا النوع من الأنظمة " وفرق باول بين إيران وكوريا الشمالية اللتين تريد واشنطن مواصلة السعي إلى الحوار معهما والعراق الذي تؤيد واشنطن مواصلة سياسة العقوبات حياله مع الأمم المتحدة. كما تعرضت إيران لضغوط من قبل الولايات المتحدة وذلك في قمع أعمال المقاومة ضد الاحتلال الإسرائيلي حيث سلمت الإدارة الأمريكية، عبر الوسطاء لائحة بأسماء عدد من الشخصيات الإسلامية المعروفة بمقاومتها للاحتلال الإسرائيلي في لبنان وفلسطين، لكن إيران رفضت عبر أعلى سلطات القرار فيها تقديم أي مساعدة كما استمرت هذه الضغوط من خلال إدراج حزب الله اللبناني على لائحة الإرهاب الثالثة التي أصدرتها الإدارة الأمريكية نظراً للصلة الوثيقة المعروفة بين هذا الحزب وبين إيران.

## اضطرابات 2011
بعد قيام الثورة التونسية والثورة المصرية 2011، قام متظاهرون إيرانيون في 15 فبراير 2011 بمسيرة مؤيدة للثورتين المصرية والتونسية ومناهضة للحكومة في طهران، دعت النظام الإيراني لتبني نظام سياسي منفتح. فقامت قوات الباسيج بقمع المحتجين.
وصرحت وزير الخارجية الأمريكية هيلاري كلينتون بأن الولايات المتحدة تؤيد مطالب المتظاهرين الإيرانيين الذين قاموا بمسيرة مناهضة للحكومة في طهران، ودعت في الوقت نفسه النظام الإيراني لتبني نظام سياسي منفتح. وفي لقاء مع قناة العربية قارنت كلينتون بين ما يجري في إيران وما جرى في مصر، مطالبة بإتاحة الفرصة للإيرانيين لفعل ما فعله المصريون، مؤكدة أن على المصريين "عدم السماح لأحد بخطف انتصارهم". وعلّقت كلينتون على الصدامات التي شهدتها إيران، واعتبرت وزيرة الخارجية الأمريكية أن هذه الاشتباكات تؤشر ل"نفاق إيران في تشجيع المصريين، وقمع شعبها". وكررت دعوتها للتغيير في العالم العربي"، لافتة إلى أن قيادات عربية عدة تمضي في الإصلاحات ونحن ندعمها.
رفضت إيران كلينتون وقال الناطق باسم وزارة الخارجية الإيرانية رامين مهمانبرست للصحافيين في إشارة واضحة إلى كلينتون، أن التصريحات التي أدلى بها في الأيام الأخيرة مسؤولون أمركيون تنبع من خلط بسبب التغيرات التي تشهدها المنطقة. وأضاف أن هذه التغيرات سددت ضربة لمصالح قوى الهيمنة التي تدعم النظام الصهيوني وهم يحاولون من خلال هذه التعليقات تجاهل ما جرى".

## معرض صور

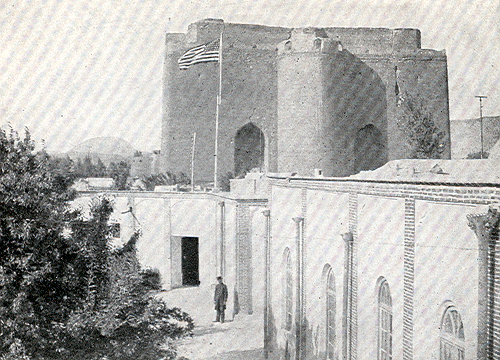
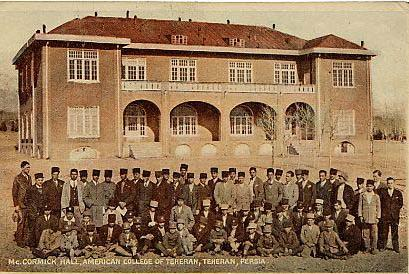
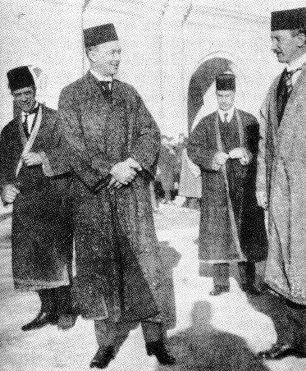
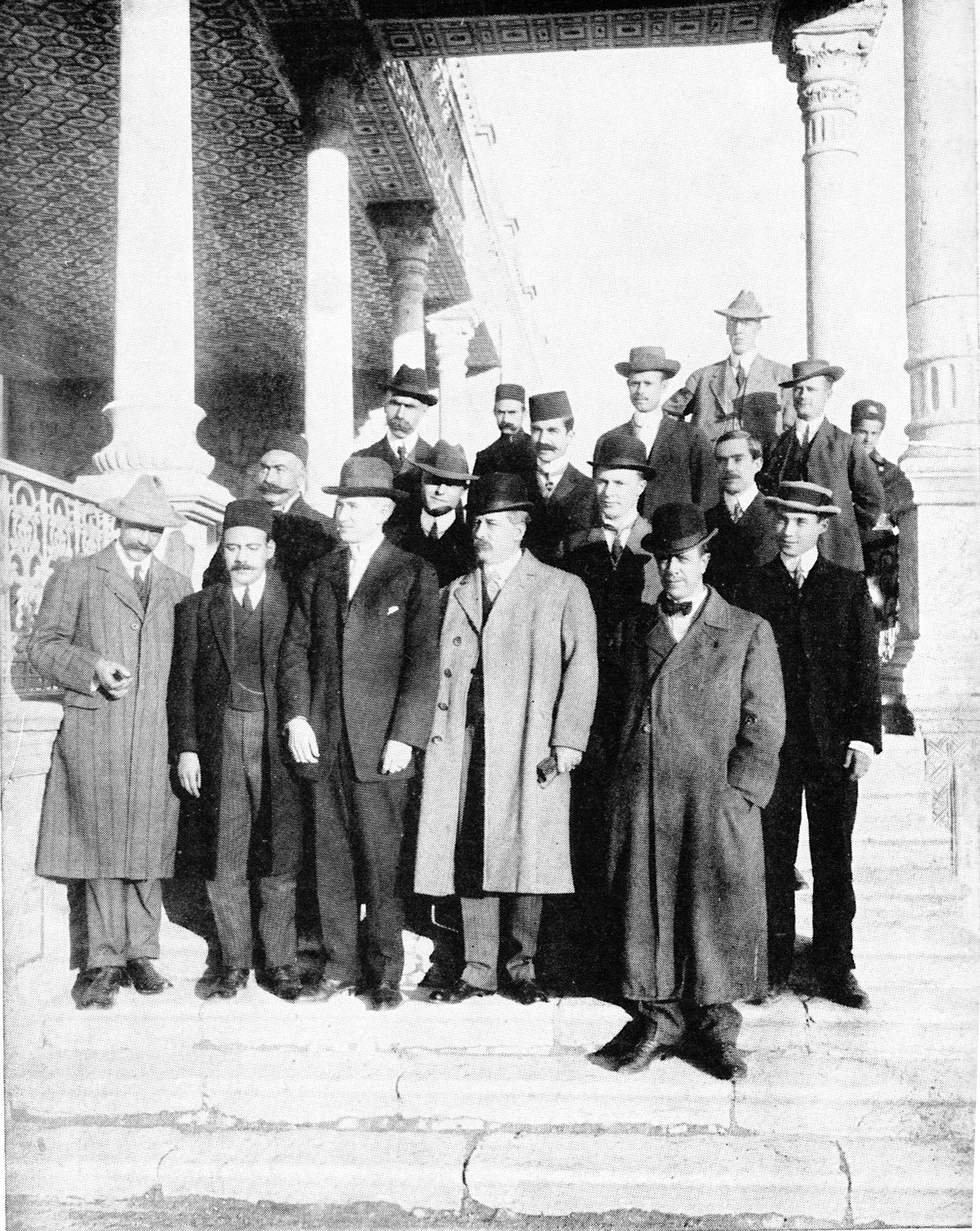